# Henry Mower Rice

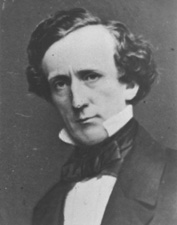
Henry Mower Rice

Henry Mower Rice, född 29 november 1816 i Waitsfield, Vermont, död 15 januari 1894 i San Antonio, Texas, var en amerikansk demokratisk politiker. Han var ledamot av USA:s senat från delstaten Minnesota 1858-1863.
Han var Minnesotaterritoriets delegat till USA:s kongress 1853-1857 och arbetade för att Minnesota skulle bli delstat. När Minnesota 1858 blev delstat, valdes han och James Shields till de två första senatorerna.
Han kandiderade inte till senaten på nytt. Han var sedan förlorande kandidat i 1865 års guvernörsval.
En staty av Rice finns i National Statuary Hall Collection i Kapitoliumbyggnaden.